# Jordi Lecapè
Jordi Lecapè (en llatí Georgius Lecapenus, en grec Γεώργως Λακαπηνός) fou un monjo de Tessàlia que va viure a la meitat del segle xiv i va escriure sobre gramàtica i retòrica.
La seva obra més coneguda és Περὶ συντάξεως τῶν ῥημάτων, De Constructione Verborum, impresa a Florència el 1515, juntament amb una Gramàtica grega de Teodor de Gaza. Lleó Al·laci considera que aquesta obra la va escriure Miquel Sincel·le.
Altres obres seves són:
- Una gramàtica o Lèxic de paraules àtiques en ordre alfabètic.
- Una exposició sobre l'Enchiridion d'Epictet.
- Un tractat sobre les figures d'Homer.
- Una Història.
- Un poema en vers iàmbic.
- Diverses cartes.[1]